# Shigeru Aoki
Shigeru Aoki (青木 繁, Aoki Shigeru)  est un peintre japonais, né le 13 juillet 1882 à Kurume, dans le sud de la préfecture de Fukuoka, et mort le 25 mars 1911. Connu comme auteur de Umi no sachi (海の幸, Fruit de mer), Aoki est un des plus grands peintres japonais de l'ère Meiji.

## Biographie
Shigeru Aoki est le premier fils de Rengo Aoki, ex-samouraï. Il était ami d’enfance de peintre Hanjirō Sakamoto.
En 1899, il part pour Tokyo où il continue d’étudier l’art avec Shōtarō Koyama à Fudōsha, puis avec Seiki Kuroda à Tokyo Bijutsu Gakkou (l'école des beaux-arts de Tōkyō). Lecteur fervent de Kojiki, Aoki peint souvent les œuvres dont le motif est le mythe japonais. Son style est influencé par le préraphaélisme.
En été 1904, Aoki séjourne avec Tane Fukuda, sa petite amie, et Sakamoto, à Mera, dans le sud de la préfecture de Chiba, où il peint Umi no Sachi. Avec ce tableau qui représente un groupe de pêcheurs nus à la plage, il atteint une grande renommée à la neuvième exposition de Hakuba-kai.
En 1905, à Chikusei, dans la préfecture d'Ibaraki, Tane et Aoki a eu Yukihiko, leur premier fils, mais ils ne se marient jamais. En 1907, à l’annonce de la mort prochaine de son père, Aoki quitte Tane et Yukihiko pour retourner à Kurume. Il vit après cela une vie errante dans Kyūshū. Ne pouvant plus réaliser de chef-d'œuvre comme Umi no Sachi, il meurt à Fukuoka en 1911.

## Œuvres
- chemin vers le monde souterrain (黄泉比良坂, Yomotsuhirasaka?), 1903, Université des arts de Tokyo
- Époque Tempyo (天平時代, Tenpyo-jidai?), 1904, musée d'art Bridgestone
- Fruits de la mer (海の幸, Umi-no-sachi?), 1904, musée d'art d'Ishibashi, bien culturel important.
- Onamuchi-o-mikoto (大穴牟知命?), 1905, musée d'art d'Ishibashi
- Yamato-takeru (日本武尊?), 1906, musée national de Tokyo
- Paradis sous la mer (わだつみのいろこの宮, Wadatsumi no Iroko no Miya?), 1907 (Ishibashi Museum of Art), National Important Cultural Property.

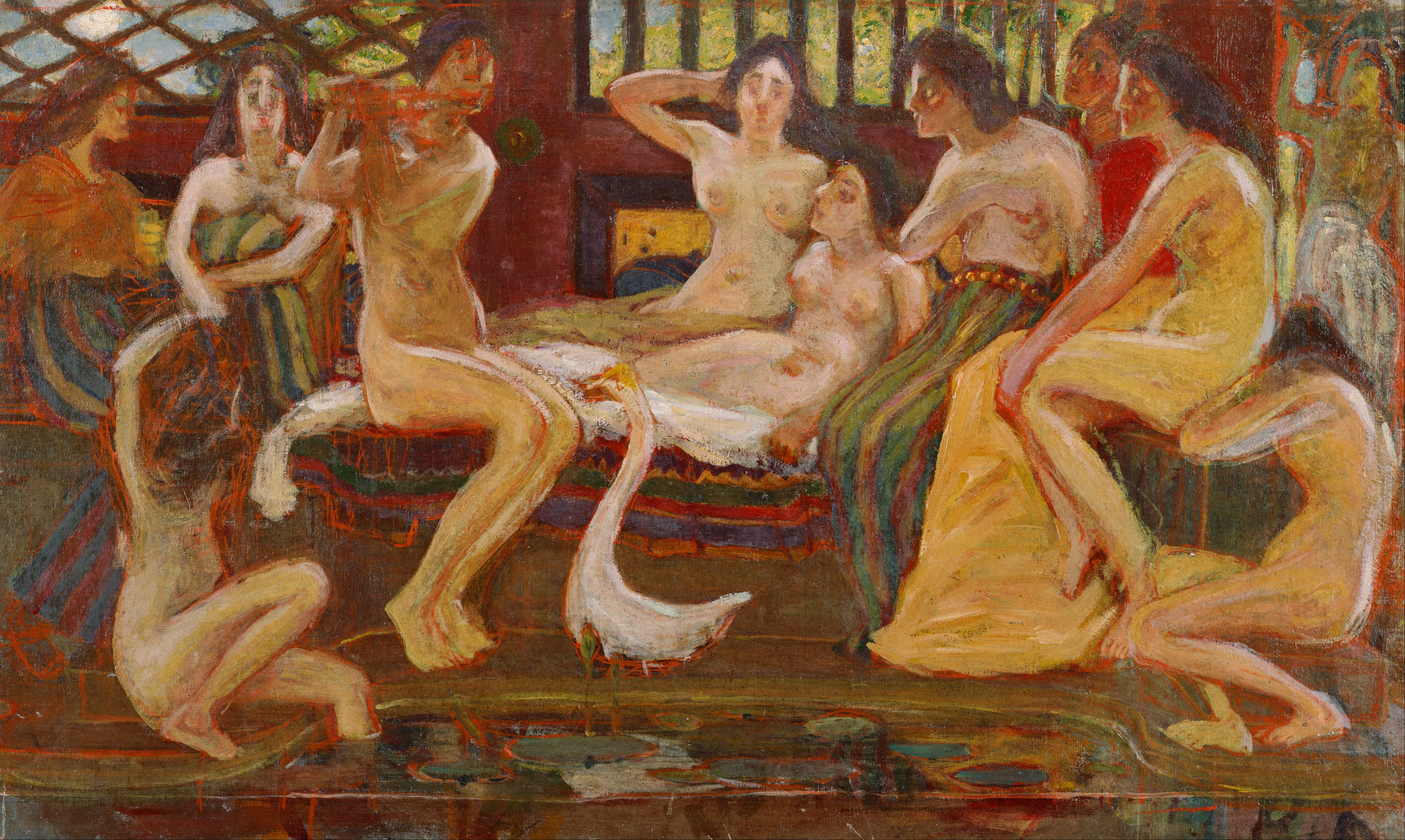
L'ère Tempyō, 1904. H. 44 cm. Artizon Museum
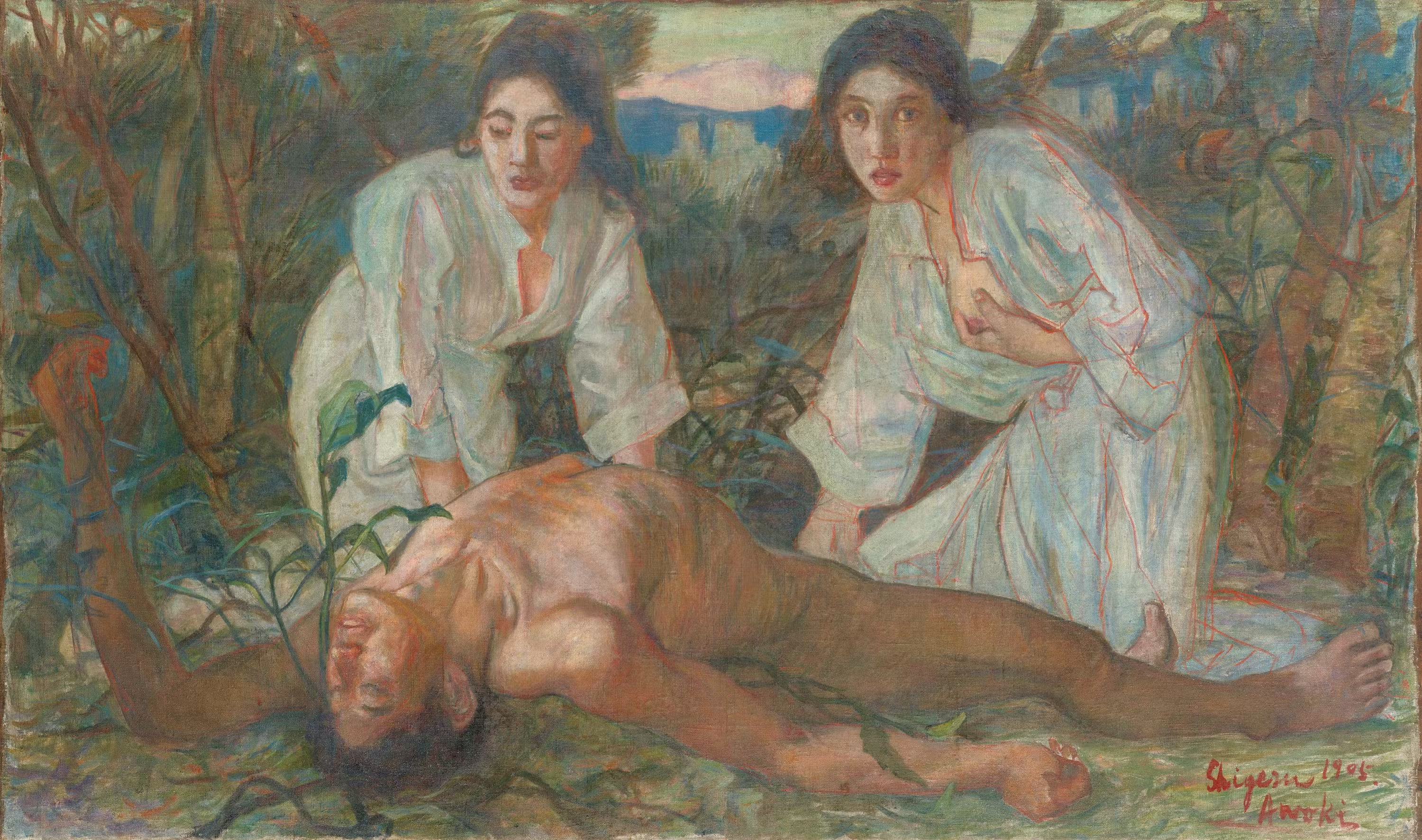
La renaissance d'Okuni Nuchi (tiré du Kojiki). 1905. Ishibashi Museum of Art, (Artizon Museum)
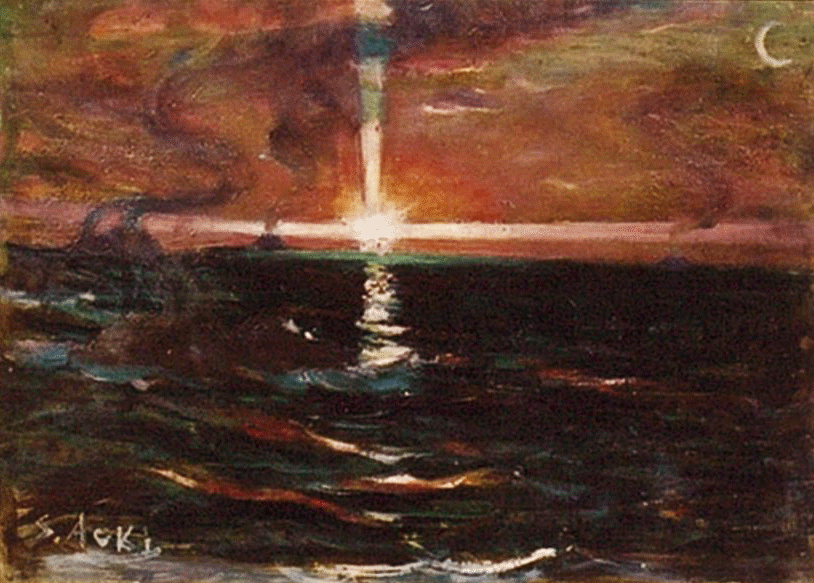
Que la lumière soit. 1906.
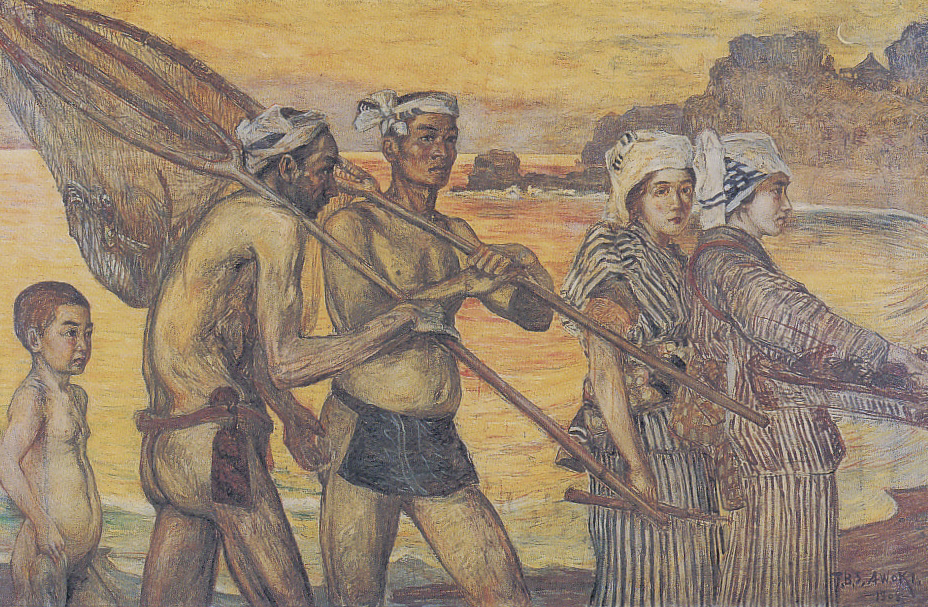
Le retour des pêcheurs. 1908. Woodone Museum of Art